# Storia della Slovacchia
La storia della Slovacchia è strettamente dipendente dalla definizione che si assume come corretta per collocare storicamente la "Slovacchia" stessa. Una "storia della Slovacchia", infatti, può essere rintracciata solo in modo piuttosto retrospettivo, poiché, come stato nazionale, la Slovacchia non esiste fino al 1939, per poi essere nuovamente inglobata nella Cecoslovacchia e tornare indipendente nel 1993. In precedenza, infatti, la Slovacchia poteva essere vista unicamente come una regione facente parte di altre entità politiche, a lungo priva di una decisiva e consapevole omogeneità culturale "slovacca", bensì abitata da numerose minoranze, soprattutto magiare, ceche, austriache e tedesche. Si presenta qui la storia del territorio che rientra nei confini dell'attuale Repubblica Slovacca.
Nel corso della storia, diverse parti del territorio attuale appartennero al Regno di Samo (il primo ente politico conosciuto degli Slavi), al Principato di Nitra, alla Grande Moravia, al Regno d'Ungheria, all'Impero austro-ungarico e alla Cecoslovacchia. Uno stato slovacco indipendente è esistito brevemente durante la seconda guerra mondiale, quale stato fantoccio della Germania nazista dal 1939 al 1944. Dal 1945 la Slovacchia tornò a far parte nuovamente della Cecoslovacchia. La Repubblica Slovacca e la Repubblica Ceca sono nate il 1º gennaio 1993 dalla divisione, sancita dal parlamento, della Cecoslovacchia, che già dal 1990 aveva assunto il nome di Repubblica Federale Ceca e Slovacca.

## Preistoria

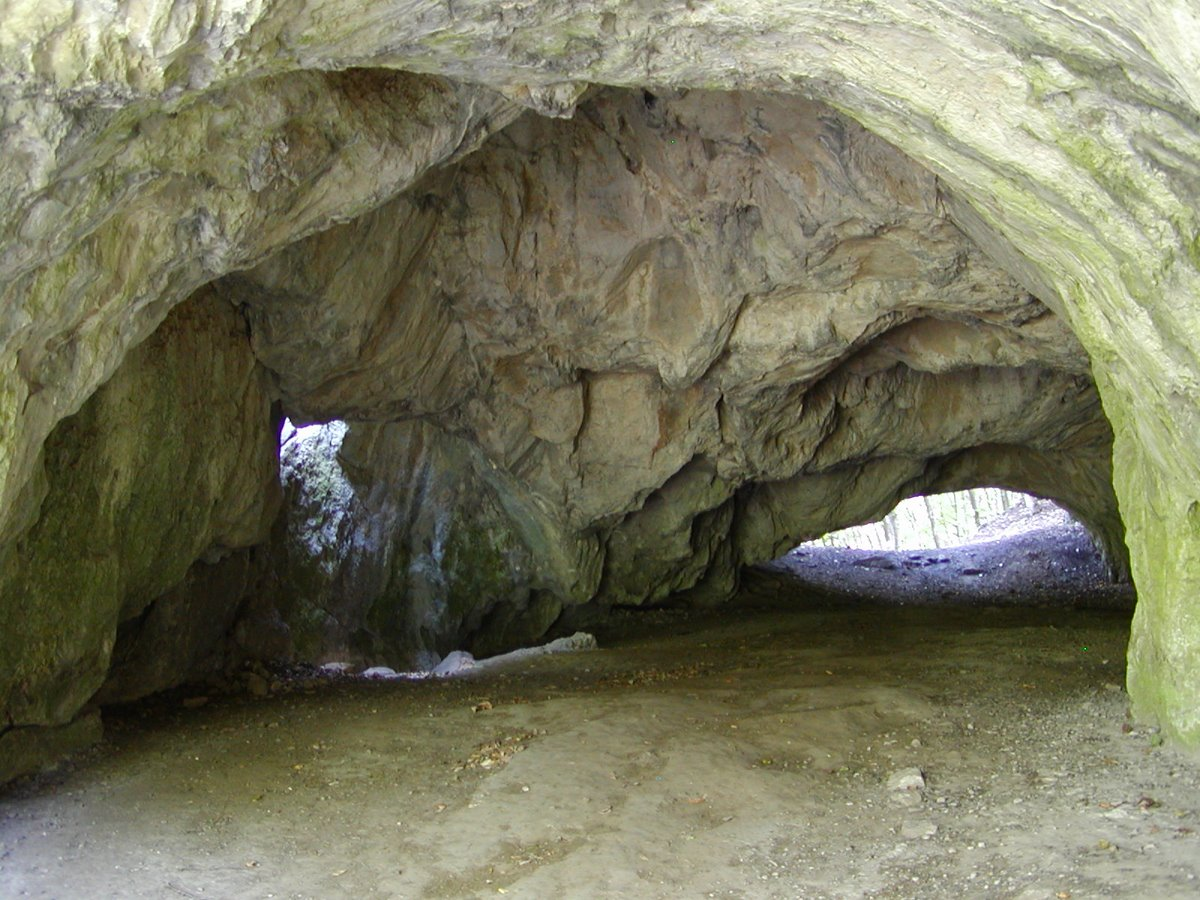
La grotta di Čertova pec, importante sito paleolitico.

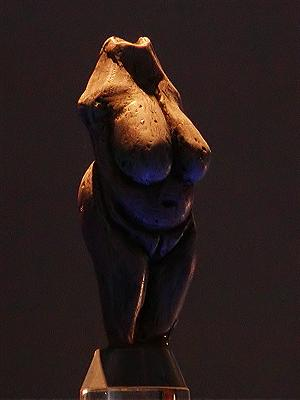
La Venere di Moravany, custodita nel Museo Nazionale Slovacco

I più antichi reperti trovati in territorio slovacco, in particolare nella zona a nord di Bratislava, fanno risalire la presenza umana in questa regione al Paleolitico inferiore. Si tratta per lo più di pietre lavorate in tecnica olduvaiana databili fra 600.000 e 300.000 anni fa.
La transizione al neolitico in Europa centro-orientale avvenne a partire dall'inizio del VI millennio a.C., con l'avvento delle prime tecniche agricole e della pastorizia (cultura danubiana) 
Più in particolare, la Slovacchia occidentale sperimentò la cultura della ceramica lineare (occidentale), mentre in Slovacchia orientale la cultura Starčevo-Körös, sviluppatasi lungo il fiume Tisza, cedette il passo alla cultura dell'Alföld, prima variante della cultura della ceramica lineare orientale.
Il neolitico intermedio (dalla fine del VI millennio a.C. alla metà del V millennio a.C.) nella Slovacchia occidentale vide l'apice della cultura della ceramica lineare. Si diffuse l'uso della "casa lunga" come tipica struttura abitativa e le sepolture iniziarono ad essere raggruppate in necropoli. Nella produzione ceramica si diffuse l'uso di decorazioni "a note musicali" (cultura della ceramica a note musicali).
Durante l'età del rame in Slovacchia si verificarono cambiamenti radicali delle strutture economiche e sociali, con conseguenze sull'insediamento, sul commercio, sui modelli culturali e religiosi. Vennero introdotte nuove tecniche agricole (primordiali aratri, gioghi, l'uso di buoi da tiro...). Lo sviluppo della manifattura locale del rame, soprattutto nella Slovacchia centrale ed occidentale, divenne presto un'importante fonte di ricchezza per le popolazioni locali. L'uso dei metalli velocizzò il processo di differenziazione delle proprietà e rinforzò la posizione sociale maschile, con il passaggio a strutture marcatamente patriarcali. Assieme ad insediamenti fortificati su zone elevate coesistevano comunità agricole sparse nelle zone pianeggianti.
Nella parte occidentale del paese permase inizialmente la cultura di Lengyel, sebbene gli insediamenti si spostarono verso le zone elevate e verso nord. Nella zona orientale del paese si registra una continuità con la cultura tardo-neolitica di Tiszapolgár, la quale giunse progressivamente ad altissime quantità di produzione di rame. 
A partire dalla seconda metà del IV millennio a.C., e per quasi mille anni, l'intera Slovacchia venne unificata sotto la Cultura di Baden.
L'età del Bronzo in Slovacchia è datata fra il 2300 a.C. e il 750 a.C. A questo periodo appartiene la cultura funeraria dei tumuli, presenti nel territorio slovacco nelle varianti carpatica e del medio Danubio.
Il potere locale dei principi della Cultura di Hallstatt scomparve nel territorio slovacco durante l'ultimo periodo dell'età del Ferro, dopo i conflitti scoppiati tra il popolo Scito-Trace e le tribù celtiche che avanzavano da sud verso nord seguendo i corsi d'acqua della regione. La vittoria finale dei Celti segnò l'inizio della tarda età del Ferro. Intorno al 200 a.C. la tribù celtica dei Boii fondò il primo insediamento significativo nei pressi di Bratislava, una fortificazione (oppidum) e stabilì anche una zecca, che coniò monete d'argento conosciute come biatecs.
La loro occupazione del territorio slovacco ebbe termine con l'inizio delle incursioni delle popolazioni germaniche e con l'espansione dell'Impero Romano.

## Dominazione romana

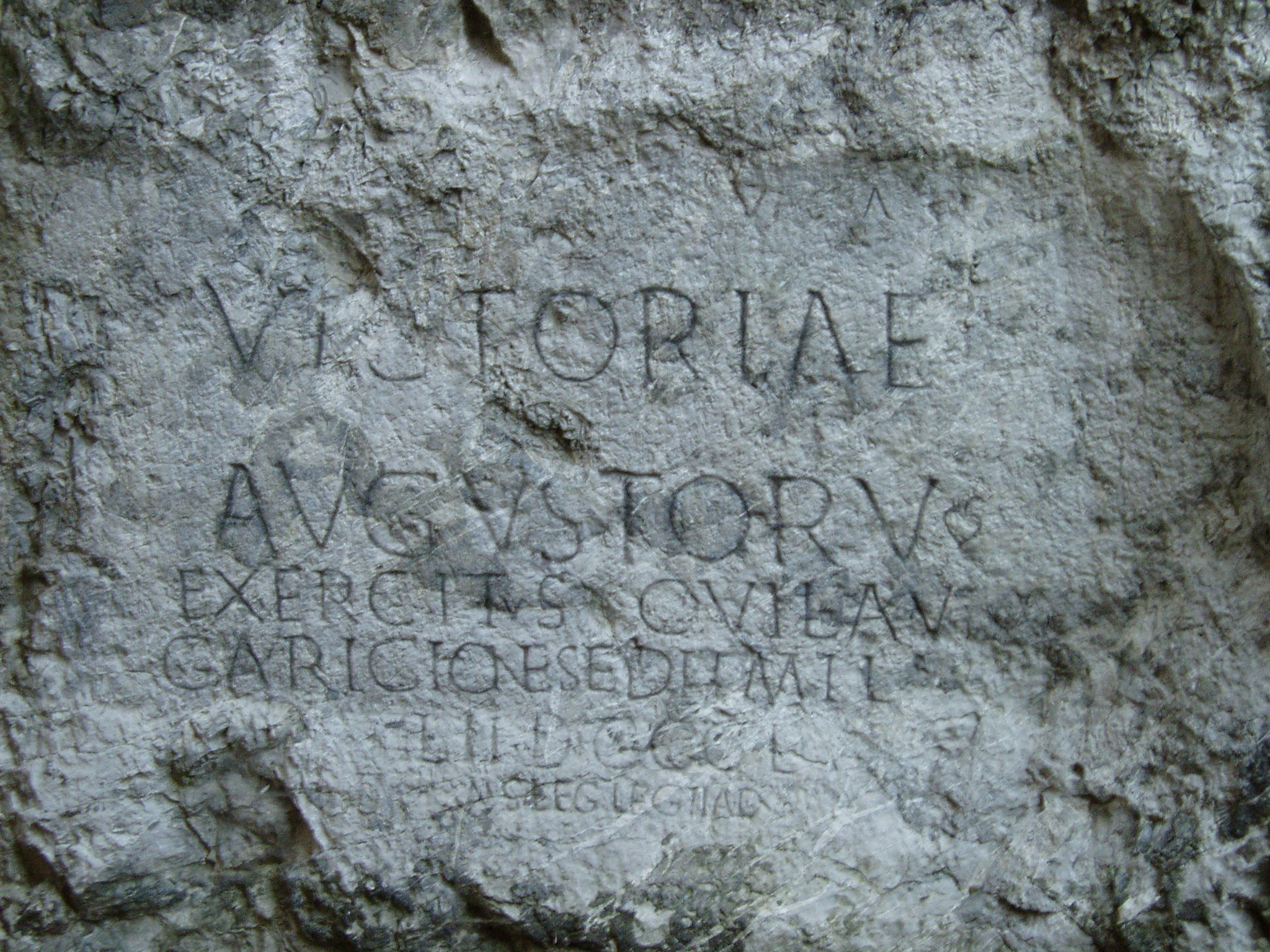
L'iscrizione romana a Trenčín

Il periodo di dominazione romana iniziò nel 6 d.C. con l'arrivo delle legioni per sconfiggere i Marcomanni ed i Quadi. 
La regione slovacca cadde sotto l'influenza dei Romani dal I al IV secolo e fu parte del Limes Romanus, sistema difensivo di confine. Dal I al V secolo il confine dell'Impero Romano coincise con il fiume Danubio. Una città romana chiamata Gerulata, con un castellum (fortezza militare) era posizionata dove ora c'è Rusovce, nella zona sud di Bratislava. Qui stazionò sotto Domiziano l'Ala I Cannanefatium civium romanorum. A Devín fu costruita una fortezza; varie costruzioni di origine romana sono state scoperte in diverse parti della città. I romani introdussero la coltivazione della vite e quindi cominciarono la tradizione della viticoltura, tuttora presente. Tuttavia, nonostante le loro vittorie sulle tribù barbare, i Romani occuparono solo una piccola parte del territorio slovacco. Solo nel 174 l'imperatore Marco Aurelio penetrò più all'interno nelle vallate di Váh, Nitra e Hron.
Durante la seconda spedizione nel 179, la legione II Adiutrix lasciò un'iscrizione sulla roccia del castello di Trenčín, chiamando il luogo Laugaricio e lasciando così la testimonianza del punto più estremo raggiunto dalla presenza romana.

## L'arrivo degli Slavi

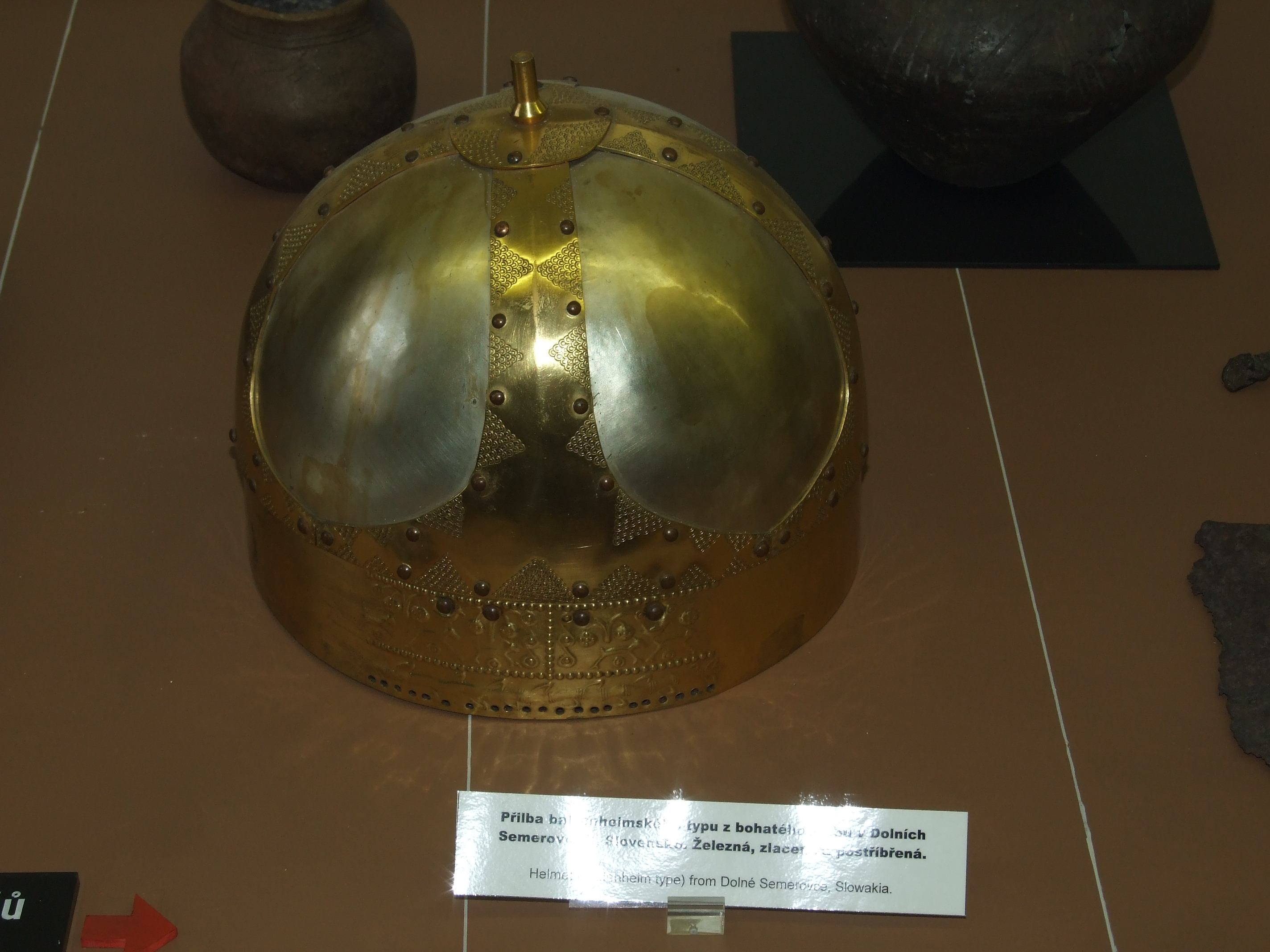
Elmo del tipo "Baldenheim", da Dolné Semerovce, VI secolo.

La prima testimonianza che fa riferimento agli Slavi (Venedes) appare nell'opera di Erodoto di Alicarnasso intorno al 400 a.C. La menzione di una presenza slava si trova nell'opera di Plinio il Vecchio e di Tacito. La prima forma latinizzata per le popolazioni slave, Souveni, appare negli scritti di Claudio Tolomeo nel 160. Le popolazioni slave che vivevano nel corso centrale del Danubio prima dell'VIII secolo usavano la forma Sloveni (Slověne). Gli Slovacchi e gli Sloveni che emersero da queste popolazioni continuarono a usare questa denominazione.
Ricerche recenti hanno scoperto prove che dimostrano la coesistenza di popolazioni slave e celtiche nella regione di Liptov nel nord della Slovacchia, nell'area di Liptovská Mara. Nel II e nel III secolo le popolazioni unne iniziarono ad abbandonare le steppe dell'Asia Centrale ed attraversarono il Danubio nel 377, occupando la Pannonia che usarono per circa 70 anni come base per le loro scorrerie in Europa. Nel 451, sotto il comando di Attila essi attraversarono il Reno devastando la Gallia e poi i Pirenei devastando la Catalogna. Tuttavia la morte di Attila nel 453 portò alla graduale scomparsa degli Unni e nel 568 la popolazione semi-Mongola degli Avari iniziò a calare in Europa Centrale.

## Il regno di Samo e il principato di Nitra

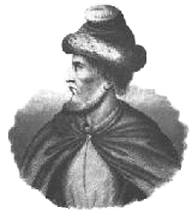
Illustrazione di fantasia di Samo

Gli Slavi arrivarono dopo gli Avari, tra il V ed il VI secolo nel periodo della migrazione. La locale tribù slava si ribellò e stabilì il Regno di Samo (623-658), la prima entità politica slava conosciuta, che ottenne l'autonomia da Franchi e Avari, sconfiggendo l'esercito franco di re Dagoberto I nella battaglia di Wogastisburg nel 631. Tuttavia, il regno non sopravvisse alla morte di Samo, avvenuta fra il 658 ed il 660.
La supremazia degli Avari venne definitivamente spezzata nell'803 quando Carlo Magno li sconfisse con l'aiuto degli Slavi a nord del Danubio e del principato di Nitra.
La prima testimonianza scritta di sovrani slavi in Pannonia risale all'803. Nell'805 la presenza del principe Vratislav, signore del castello di Bratislava, marca il secondo periodo della presenza slava nella regione.
Il documento dell'anonimo geografo bavarese dal titolo Descriptio Civitatum et Regionum ad septemtrionalem plagam Danubiti fa menzione nell'817 di 30 castelli nel territorio del principato di Nitra e di 11 castelli nel territorio del principato di Moravia.

## L'epoca della Grande Moravia

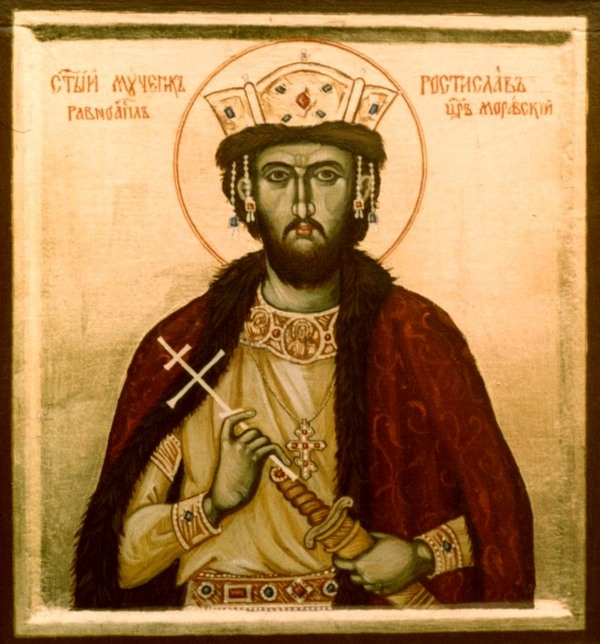
Il principe Rastislav in un dipinto conservato presso la Galleria Nazionale di Bratislava

Alla fine dell'VIII secolo si costituì il Principato di Moravia, nell'area corrispondente all'odierna Moravia sud-orientale, a Záhorie nella Slovacchia sud-occidentale e a parti dell'Austria Inferiore. Nell'833 questo divenne lo Stato della Grande Moravia, con la conquista del Principato di Nitra (l'odierna Slovacchia e parti dell'Ungheria settentrionale). La Grande Moravia raggiunse la sua massima espansione territoriale negli anni 890, sotto il regno di Svatopluk I. A quell'epoca l'impero occupava il territorio delle odierne Repubblica Ceca e Slovacchia, la parte occidentale dell'odierna Ungheria (Pannonia), oltre alla Lusazia (nell'odierna Germania) e alla Slesia e al bacino dell'alta Vistola (nella Polonia Meridionale). Dopo la morte di Svatopluk, nell'895, i principi moravi lasciarono il regno per diventare vassalli di Arnulfo di Carinzia, e lo Stato moravo cessò di esistere dopo essere stato schiacciato dagli invasori Magiari nel 906-7.
Nel IX secolo i castelli di Bratislava (Brezalauspurc) e di Devín (Dowina) furono importanti centri degli stati slavi dei principati di Nitra e della Grande Moravia. 
Alla fine del IX secolo un'ulteriore tribù nomade, i Magiari, fecero il loro ingresso nella pianure della Pannonia.

## Cirillo e Metodio

Moneta commemorativa slovacca per il 1150º anniversario dell'avvento di Cirillo e Metodio nella Grande Moravia (2013)

Dopo aver invano cercato la protezione del Papa, nell'862-863 il principe Rastislav (Ratislao), duca della Grande Moravia, chiese al basileus bizantino Michele III di inviargli una missione evangelizzatrice per sottrarsi all'imperialismo di Ludovico il Germanico, re di Baviera, che aveva iniziato un'opera di penetrazione culturale tramite l'evangelizzazione dei missionari franco-germanici provenienti dalle diocesi di Salisburgo e Passavia. Con l'appoggio del patriarca di Costantinopoli Fozio, il basileus inviò in Moravia Cirillo e Metodio. Lì i due iniziarono la traduzione dei testi liturgici e biblici in lingua paleoslava (detta anche glagolitico). I missionari franco-germanici li accusarono di eresia e nell'867 li costrinsero a giustificare il proprio operato davanti a papa Adriano II. Il papa, che non vedeva di buon occhio l'egemonia culturale del regno di Baviera in Europa centrale, appoggiò l'iniziativa dei due missionari bizantini, permettendo loro di ordinare sacerdoti, e ripristinò la giurisdizione ecclesiastica di Sirmio sulla Moravia e sulla Pannonia, consacrando Metodio come legato pontificio per i popoli slavi (Cirillo morirà a Roma nell'869 a causa di una malattia). Al suo ritorno, Metodio fu arrestato e incarcerato per tre anni da un sinodo di vescovi bavaresi per invasione di giurisdizione ecclesiastica; il papa non vi si oppose, per via delle crescenti dispute teologiche tra Roma e Bisanzio.
Il nuovo papa Giovanni VIII intercedette per la sua liberazione e ritorno in Moravia, dove continuò l'opera di evangelizzazione fino all'855. Alla sua morte il principe Svätopluk, che ne osteggiava l'opera, reintrodusse la liturgia latina del vescovo germanico Wiching. I discepoli di Metodio dovettero così abbandonare la Grande Moravia e cercare rifugio nei regni circostanti. L'indebolimento dello stato moravo aprì la strada all'invasione dei magiari, che lo occuparono nel 906 per poi essere cristianizzati dai germanici secondo il rito latino. L'ultima roccaforte della liturgia slava della Grande Moravia venne latinizzata nel 1096. Papa Stefano V contrastò l'uso dello slavo ecclesiastico. L'opera di Cirillo e Metodio troverà invece terreno fertile presso i Bulgari; la fondazione della Chiesa bulgara in lingua slava provocherà il primo acuto conflitto tra Roma e Costantinopoli noto con il nome di "Strappo di Fozio".

## La Slovacchia nel Regno d'Ungheria

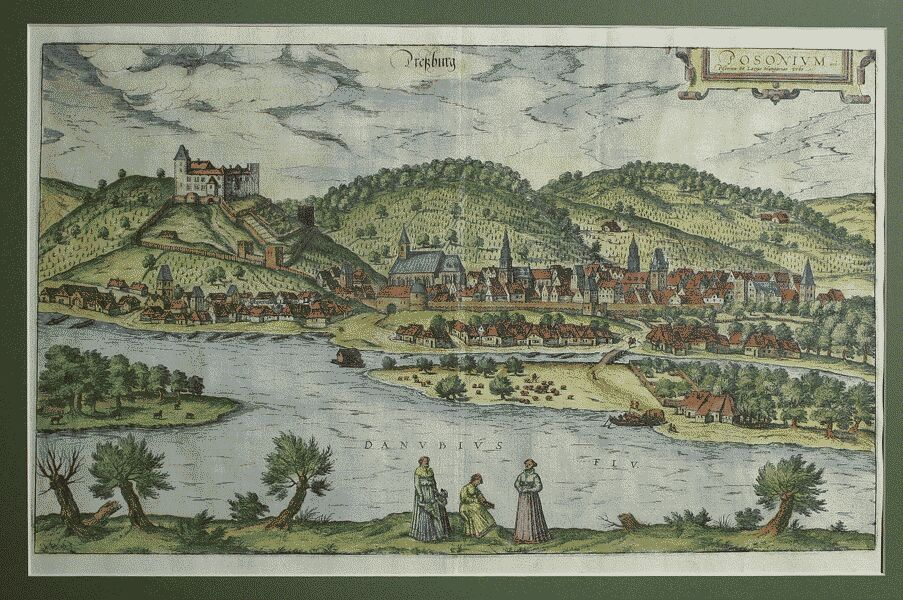
Posonium nel XV secolo

Nel X secolo Presburgo divenne parte dell'Ungheria (Regno d'Ungheria dall'anno 1000) e divenne un centro chiave sulla frontiera del Regno dal punto di vista economico ed amministrativo. Per la posizione strategica la città fu oggetto di frequenti attacchi e fu teatro di battaglie, ma portò anche al suo sviluppo economico e ad un importante status politico, dovuto ai privilegi concessi alla città nel 1291 dal re Andrea III. Presburgo fu dichiarata 'libera città regale' nel 1405 dal re Sigismondo di Lussemburgo, che nel 1436 le consentì di usare il suo stemma.
Nel XV secolo è ricco centro commerciale e culturale. Il re umanista Mattia Corvino nel 1467 vi fonda l'Universitas Istropolitana e l'Accademia Istropolitana, centro di studi umanistici.

## La Slovacchia nel Regno d'Ungheria asburgico

Composizione etnica della popolazione nell'Impero austro-ungarico in base al censimento del 1910

A seguito della battaglia di Mohács (1526) i Turchi assediarono e danneggiarono Presburgo, senza conquistarla. Con il trattato di Gran Varadino del 1538, Ferdinando I d'Asburgo ottenne tutta l'Ungheria a nord ed a ovest del paese (Ungheria Reale), con capitale posta a Presburgo (Pozsony, oggi Bratislava).
A causa dell'avanzata turca nel territorio ungherese, la città fu designata capitale dell'Ungheria nel 1536, diventando parte della monarchia Asburgica e dando inizio ad una nuova era. La città divenne sede del re, dell'arcivescovo di Strigonio (1543), della nobiltà, delle principali organizzazioni e degli uffici. Dal 1536 al 1830 undici re e regine furono incoronati nella cattedrale di San Martino. Il XVII secolo fu segnato da disordini antiasburgici, lotte contro i Turchi, inondazioni, pestilenze.
A Presburgo fiorì nel XVIII secolo il regno di Maria Teresa d'Austria, che la trasformò nella più grande e importante città del territorio corrispondente all'unione dei territori dell'attuale Slovacchia e Ungheria. La popolazione triplicò; furono costruiti nuovi palazzi, monasteri e strade e la città fu centro socio-culturale della regione. La città iniziò a perdere la sua importanza con il regno del figlio di Maria Teresa Giuseppe II, specie quando i gioielli della corona furono trasferiti a Vienna, nel 1783, nel tentativo di rafforzare l'unione tra Austria e Ungheria. Molti uffici centrali furono trasferiti a Buda, seguiti da gran parte della nobiltà. Qui furono pubblicati i primi giornali in ungherese, Magyar hírmondó nel 1780 e in slovacco, Presspurske Nowiny nel 1783. Nel XVIII secolo la città divenne centro del movimento nazionale slovacco. Sempre nel XVIII secolo si affermò la figura dell'eroe nazionale slovacco Juraj Jánošík. Nel XIX secolo si distinse, tra gli altri, sia sul piano politico che su quello culturale la figura di Ľudovít Štúr.

### Il Risorgimento slovacco
Nel 1831 scoppiò un'epidemia di colera nella Slovacchia orientale, che fu l'occasione per fare nascere una rivolta di contadini, che fu il primo segno di insorgenza nella nazione.
Fra il 26 e il 28 agosto 1844 si tenne un incontro a Liptovský Mikuláš fra esponenti cattolici e protestanti, nonché rappresentanti di altre fazioni. Liptovský Mikuláš, cittadina della regione di Žilina, era la base del patriota slovacco Michal Miloslav Hodža. La riunione, sebbene la partecipazione dei cattolici fosse minore del previsto, diede origine a un'associazione aconfessionale chiamata Tatrín, con lo scopo di unire tutti gli slovacchi in un unico blocco nazionale. I cattolici furono maggiormente coinvolti a partire dal 1847, a seguito della loro accettazione della codificazione della lingua slovacca proposta da Ľudovít Štúr. 

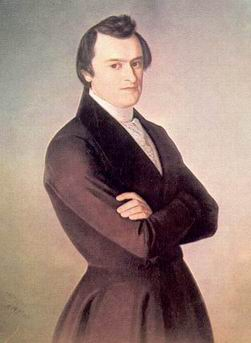
Michal Miloslav Hodža

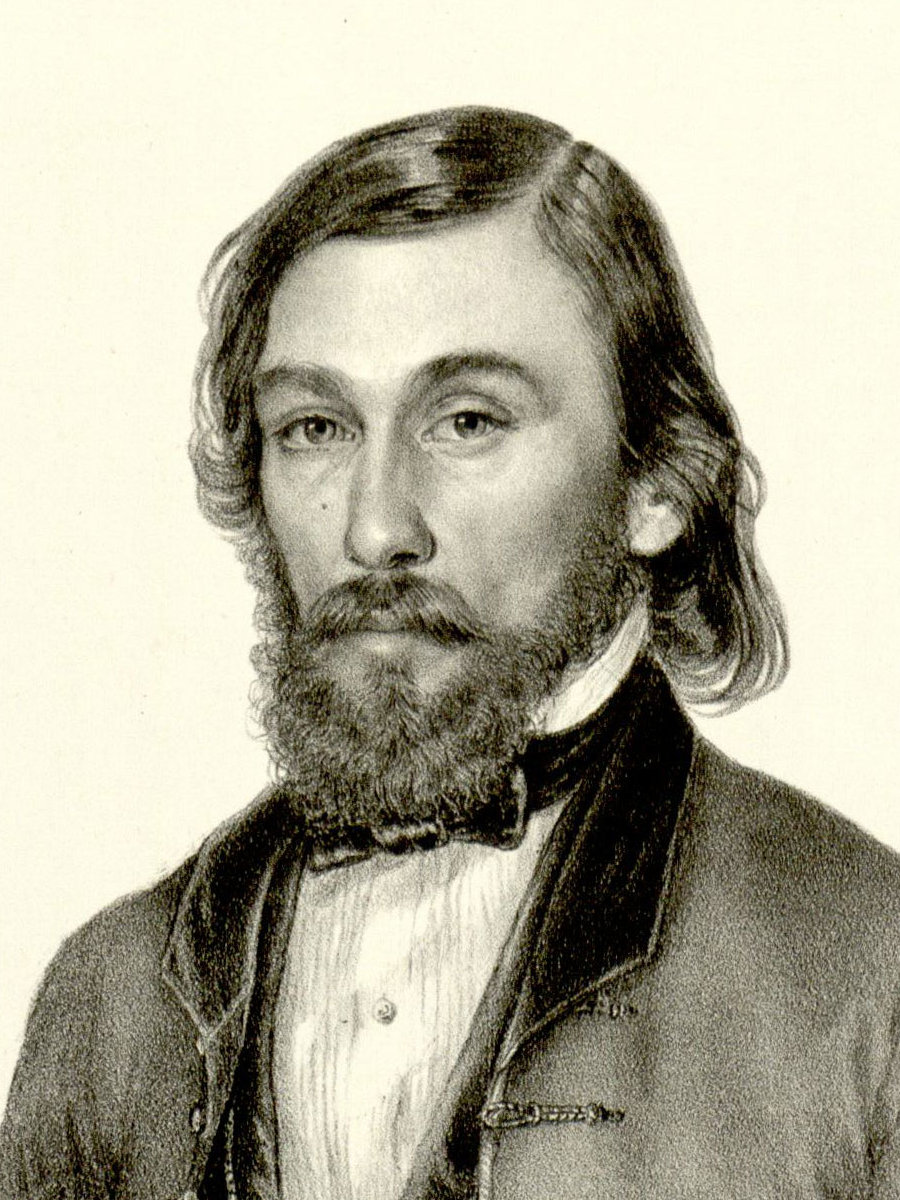
Jozef Miloslav Hurban

Oltre all'unione degli slovacchi in un unico blocco nazionale, altri fattori contribuirono alla formazione della coscienza nazionale slovacca prima del 1848. Nel 1845, le autorità permisero per la prima volta la stampa di giornali slovacchi. Il primo fu il foglio di Ľudovít Štúr Slovenskje národňje novini, il cui primo numero uscì il 1º agosto 1845. Fu presto seguito dal giornale di Jozef Miloslav Hurban Slovenskje pohladi na vedi, umeňja a literatúru, che tuttavia non riscosse lo stesso successo del giornale di Štúr. Oltre alla stampa, i rappresentanti del movimento nazionale slovacco operavano fra il popolo per promuovere l'istruzione, le scuole domenicali, le biblioteche, il teatro amatoriale, i "circoli della temperanza" in cui si combatteva la piaga dell'alcolismo e altre formazioni sociali. In agricoltura, Samuel Jurkovič fondò una cooperativa di credito nel villaggio di Sobotište, che fu la prima del suo genere in Europa.
Nel novembre del 1847 Ľudovít Štúr, delegato di Zvolen alla Dieta ungherese, parlò innanzi ai suoi colleghi a Presburgo, l'odierna Bratislava. Nel suo discorso, Štúr espose una piattaforma in sei punti per affrontare le questioni politiche ed economiche.
Accanto a questi punti, di cui parecchi incontrarono l'elogio di Kossuth, Štúr pose la questione dell'uso della lingua slovacca nella pubblica amministrazione e dell'interferenza magiara in molti aspetti della vita slovacca, fra cui la religione.
Nel 1848 Hodža insieme con venti delegati redasse le Petizioni del popolo slovacco, che in 14 punti fissavano gli obiettivi nazionali e sociali per la nazione slovacca. Questo documento fu accolto con freddezza da Budapest, che in risposta impose la legge marziale in Slovacchia ed emise mandati di cattura per Štúr, Hurban e Hodža il 12 maggio 1848.
Fu istituito a Vienna un Consiglio nazionale slovacco. Il consiglio era composto da Štúr, Hurban e Hodža, le tre personalità principali del Risorgimento slovacco, con il ceco come František Zach comandante militare. Questo Consiglio nazionale guiderà l'Insurrezione slovacca del 1848-1849 un insieme di campagne di volontari che reagivano alla Rivoluzione ungherese del 1848, che mirava a fare del Regno d'Ungheria uno stato nazionale magiaro, in cui le altre nazionalità non avrebbero avuto diritti all'uso della propria lingua nell'istruzione e nella pubblica amministrazione. I volontari slovacchi ebbero il supporto dell'Esercito imperiale austriaco dopo che la Dieta ungherese dichiarò l'indipendenza dalla monarchia asburgica. Quando tuttavia la Rivoluzione ungherese del 1848 ebbe termine, il corpo dei volontari slovacchi fu sciolto, senza che gli slovacchi avessero ottenuto alcuna autonomia né garanzie per la propria identità nazionale.
L'imperatore Francesco Giuseppe che – facendo seguito alle petizioni del 1861 contenute nel Memorandum della nazione slovacca (Memorandum národa slovenského) - concesse agli Slovacchi di fondare un'istituzione culturale nazionale, "un'unione di amatori della vita e della nazione slovacche". La Matica slovenská fu fondata il 4 agosto 1863 in un'adunata di circa 5000 patrioti slovacchi riuniti a Turčiansky Svätý Martin (oggi Martin). La Matica aveva sede nella stessa città ed era finanziata esclusivamente con donazioni di slovacchi e dell'Imperatore. Il primo presidente fu Štefan Moyzes, vescovo di Banská Bystrica, e vicepresidenti furono Karol Kuzmány, Ján Országh e Ján Francisci-Rimavský. Ciò dimostra l'accordo sostanziale fra cattolici e luterani sulla questione nazionale: infatti Štefan Moyzes e Ján Országh appartenevano al clero cattolico, mentre Karol Kuzmány e Ján Francisci-Rimavský erano dignitari luterani. Il Memorandum della nazione slovacca esprimeva il programma politico della Vecchia scuola slovacca, che propugnava per la nazione slovacca un'autonomia nell'ambito della monarchia asburgica.
A seguito dell'accordo bipartito con l'Ungheria del 1867 (Ausgleich), la Slovacchia passò sotto diretto controllo del parlamento di Budapest, all'interno della Corona di Santo Stefano (Transleitania), mentre Boemia e Moravia restavano nella parte austriaca della duplice monarchia (Cisleitania). In questo periodo si afferma la tendenza della Nuova scuola slovacca. Nei successivi cinquant'anni, la Slovacchia subisce una pesante politica di assimilazione linguistica e culturale. In opposizione alla magiarizzazione, gli intellettuali slovacchi sviluppano i contatti con il mondo dei liberali cechi e con le correnti panslaviste, tra cui austroslavismo e trialismo, partecipando anche al congresso panslavo di Praga nel luglio 1908.

## La Cecoslovacchia interbellica

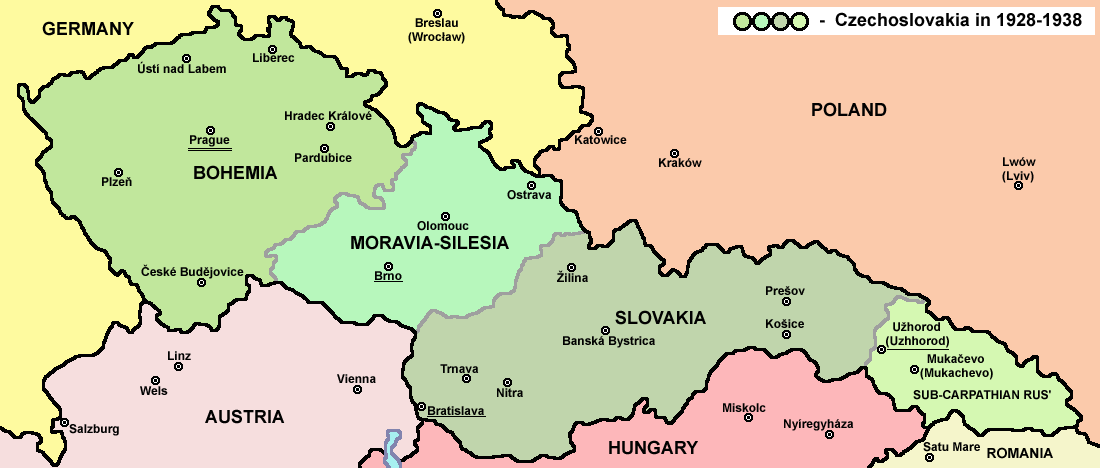
La Cecoslovacchia nel 1928

La lunga battaglia dei cechi contro i governatori austriaci e degli slovacchi contro gli ungheresi culminò durante la prima guerra mondiale, nel 1916, quando venne creato il Consiglio Nazionale Cecoslovacco.
L'indipendenza della Cecoslovacchia fu proclamata ufficialmente a Praga il 28 ottobre 1918. Gli slovacchi, rappresentati da un Consiglio nazionale, si unirono ufficialmente al nuovo stato due giorni dopo nella città di Martin, approvando la Dichiarazione di Martin. Fu adottata una costituzione temporanea e lo slovacco Tomáš Masaryk fu dichiarato Presidente il 14 novembre. Il Trattato di Saint Germain, firmato nel 1919, riconobbe formalmente la nuova repubblica.
Dal 16 giugno al 7 luglio 1919 un attacco della Guardia Rossa della Repubblica Sovietica Ungherese portò all'occupazione di una grande parte della Slovacchia e la fondazione della Repubblica Sovietica Slovacca, con capitale Prešov, e comandata dal giornalista ceco Antonín Janoušek. In seguito, l'esercito ungherese lasciò il Paese, e l'esercito cecoslovacco occupò la zona, con l'aiuto di milizie italiane e poi francesi.
La nuova nazione aveva una popolazione di più di 13,5 milioni di abitanti. Ereditando il 70-80% delle industrie dell'Impero austro-ungarico (principalmente nelle terre ceche), la Cecoslovacchia si ritrovava una delle dieci nazioni più industrializzate al mondo.
Lo stato cecoslovacco era una democrazia parlamentare e stabilì che il ceco e lo slovacco fossero lingue ufficiali; il nuovo governo fu caratterizzato dalla stabilità: la presidenza Masaryk durò ben diciassette anni; a lui succedette nel 1935 Edvard Beneš.
Negli anni '30 la Cecoslovacchia, per via delle sue minoranze germanofone (tedeschi dei Sudeti) divenne uno dei nuovi obiettivi dell'irredentismo nazista. Alla Conferenza di Monaco del settembre 1938 Praga dovette cedere alla Germania nazista parti della Boemia, della Moravia e della Slesia. Neanche due mesi dopo il Primo Arbitrato di Vienna la costrinse a cedere anche la Slovacchia meridionale, a maggioranza magiara, all'Ungheria.

## La Prima Repubblica Slovacca, stato fantoccio nazifascista

Coccarda della Slovenské vzdušné zbrane, l'aeronautica militare slovacca durante la seconda guerra mondiale.

Il 14 marzo 1939 la Slovacchia di Jozef Tiso ottenne l'indipendenza come stato satellite nazista. Hitler entrò quindi a Praga, stabilendo il Protettorato di Boemia e Moravia.
Alleata di fatto con il Terzo Reich (se non Stato satellite della Germania) sin dalla sua costituzione, la Slovacchia aderì ufficialmente al Patto tripartito il 24 novembre 1940 e al Patto anticomintern il 25 novembre 1941. Già nel 1939, tuttavia, in seguito al sopra citato accordo con il Reich, la Slovacchia servì da area di schieramento per la XIV Armata tedesca impegnata nelle operazioni contro la Polonia (a cui parteciparono anche truppe slovacche, il che fruttò al regime di Tiso una serie di guadagni territoriali a spese dei polacchi). Con l'avvio dell'Operazione Barbarossa (giugno 1941), la Repubblica interruppe i rapporti diplomatici con l'Unione Sovietica e mise a disposizione dei tedeschi tre divisioni dell'esercito (per complessivi 50.000 uomini), tra cui la cosiddetta "divisione veloce" (interamente motorizzata), che partecipò all'avanzata verso il Caucaso, e una "divisione di sicurezza" impiegata nella repressione della guerriglia partigiana.
A partire dall'ottobre 1943 la II Divisione tecnica slovacca operò in Italia a fianco delle truppe tedesche. Impiegata inizialmente al fronte, venne successivamente utilizzata nelle retrovie con compiti di polizia e presidio. Dislocata nel Pavese a partire dalla fine di ottobre 1944 diversi soldati presero segreti contatti con le forze della Resistenza italiana.
Dopo la rivolta antinazista dell'agosto 1944, che prese il via su iniziativa di alcune guarnigioni dell'esercito (Insurrezione nazionale slovacca, SNP), i tedeschi, chiamati in soccorso da Tiso, repressero l'insurrezione e occuparono militarmente il Paese, ma nei mesi successivi le truppe della Wehrmacht furono gradualmente sospinte al di fuori dei confini dall'Armata Rossa e da reparti rumeni e cecoslovacchi che giungevano da est. La Repubblica Slovacca cessò di esistere definitivamente de facto il 4 aprile 1945, quando l'Armata Rossa prese Bratislava e occupò tutta la Slovacchia. Finì di esistere de jure quando il governo slovacco in esilio capitolò di fronte al generale Walton Walker che comandava il XX Corpo della Terza Armata USA, l'8 maggio 1945, nel villaggio di Kremsmünster, in Alta Austria. Diversi esponenti di spicco del regime (tra cui lo stesso Tiso) furono processati e condannati nel dopoguerra per collaborazionismo dai tribunali della ricostituita Cecoslovacchia.

## La Cecoslovacchia socialista

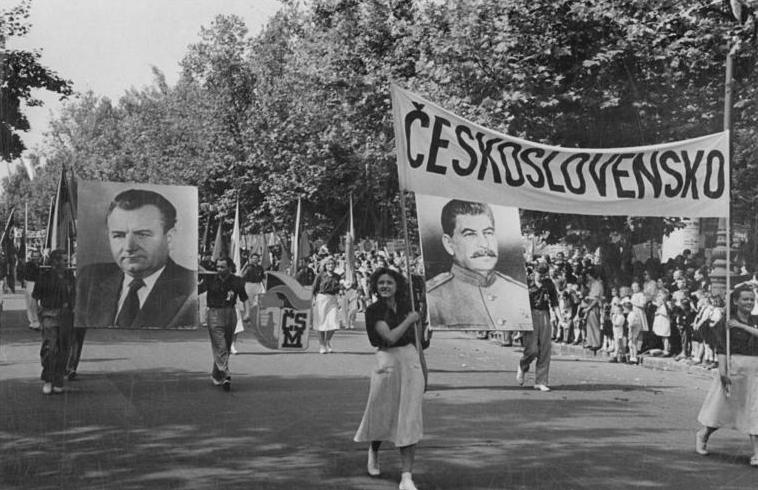
Delegazione cecoslovacca a Budapest nel 1949, con i ritratti di Gottwald e Stalin

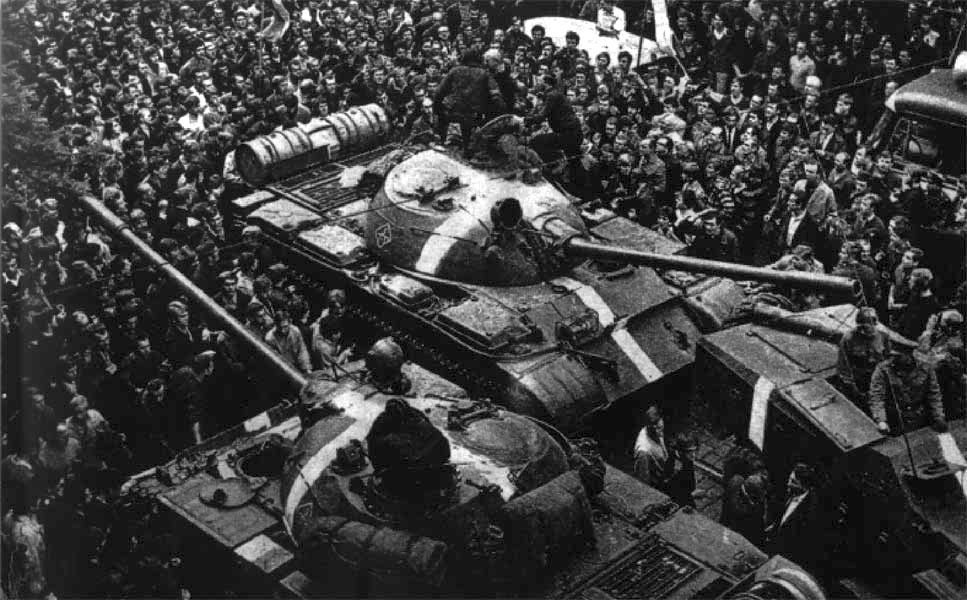
Invasione sovietica dopo la primavera di Praga, 1968

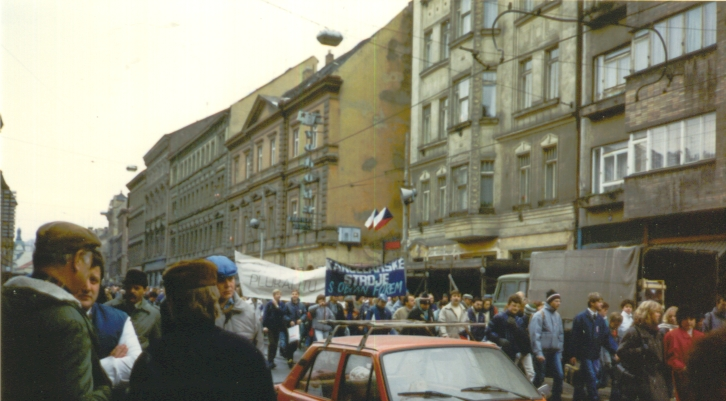
Corteo di protesta nel novembre 1989 a Praga (rivoluzione di velluto).

Gli esiliati cecoslovacchi a Londra organizzarono il governo cecoslovacco in esilio, che fu riconosciuto dagli Alleati e riprese controllo della Cecoslovacchia liberata a partire dal 1944. La fine della guerra vide l'espulsione dei tedeschi dei Sudeti (2,9 milioni), mentre la maggior parte degli ungheresi in Slovacchia decise di restare. La Rutenia subcarpatica fu inoltre ceduta all'URSS. Il governo cecoslovacco post-bellico era formato da una coalizione del Fronte Nazionale tra Comunisti, Social Democratici e Socialisti, oltre al Partito Popolare Cattolico (in Moravia) e il Partito Democratico.
Alle elezioni del 1946 il Partito Comunista di Cecoslovacchia (KSČ) si assicurò una larga maggioranza, anche se restarono minoritari in Slovacchia. Edvard Beneš continuò a detenere la carica di Presidente, mentre il leader comunista Klement Gottwald divenne Primo Ministro. In base agli ordini di Stalin, nel 1948 il partito comunista cecoslovacco assunse il potere tramite la minaccia di un golpe armato e di un intervento sovietico, ed espulse i non-comunisti dal governo. Per vent'anni la Cecoslovacchia rimase a guida stalinista.
Nel 1968 con la primavera di Praga il partito, ora guidato da Alexander Dubček, tenta di introdurre una liberalizzazione della vita politica, culturale ed economica per realizzare “un socialismo dal volto umano”, ma in agosto l'intervento militare sovietico mette fine al nuovo corso. Dubček e i suoi collaboratori devono prima capitolare alle condizioni sovietiche (ripristino della censura, reintegrazione dei vecchi dirigenti, allontanamento degli intellettuali e degli uomini non graditi all'URSS) e sono quindi destituiti ed espulsi. Con la normalizzazione per altri vent'anni la Cecoslovacchia resta nell'ortodossia sovietica.
Manifestazioni anti-comuniste hanno inizio dal 1988 a Bratislava, allargandosi quindi al resto del paese. La repressione della rivolta studentesca da parte della polizia porta alla formazione del Forum Civico, guidato dallo scrittore e dissidente Václav Havel, che ottenne il sostegno popolare di milioni di cechi e di slovacchi che formarono il Pubblico contro la violenza. Nella Rivoluzione di Velluto il partito comunista cecoslovacco accettò di condividere il potere. 
Havel fu eletto Presidente della Cecoslovacchia il 29 dicembre e fu formato un governo di coalizione, in cui il Partito Comunista ebbe la minoranza dei ministeri. Le prime elezioni libere dal 1946 in Cecoslovacchia si tennero nel 1990, senza incidenti, con la vittoria del Forum Civico e del Pubblico contro la violenza. 
Nel 1992 gli slovacchi chiesero maggiore autonomia bloccando il funzionamento del governo federale. Nelle elezioni del 1992, il Partito Democratico Civico di Václav Klaus vinse nelle terre ceche, con la proposta di una riforma economica. Nell'ultima metà dell'anno Klaus e Mečiar giunsero a un accordo secondo il quale le due repubbliche si sarebbero separate alla fine dell'anno.

## La Slovacchia indipendente

Moneta commemorativa dei 25 anni di indipendenza slovacca, 2018

Protagonista del processo che portò all'indipendenza slovacca fu Vladimír Mečiar, a lungo anche Primo ministro del giovane Stato. Spesso accusato di demagogia, Mečiar cadde nel 1999. Si ripropose poi nelle elezioni presidenziali del 2004 perdendole però al ballottaggio in favore del nuovo uomo politico emergente Ivan Gašparovič. La Slovacchia ha vissuto in un ambiguo clima generale, che oscillava tra l'euforia e la preoccupazione per le crescenti disparità sociali; è in piena ascesa dopo l'entrata nell'Unione europea e successivamente nell'euro.
Secondo alcuni studiosi il nazionalismo slovacco avrebbe nel sentimento antiungherese uno dei suoi pilastri più grossi. Questo sarebbe stato palese anche alla comunità internazionale che preoccupata del rischio di un fallimento del processo di integrazione del paese nell'UE ha cercato di mitigarne le concrete manifestazioni discriminatorie. Nel 1995 si arrivò ad un “trattato di buon vicinato e amichevole collaborazione” tra Ungheria e Slovacchia. Quest'ultima però ne dette un'interpretazione restrittiva, mantenendo lo slovacco come lingua ufficiale del paese, in netto contrasto con l'impegno - assunto nell'accordo - di difendere i diritti della minoranza ungherese, fra i quali il pieno riconoscimento del diritto all'insegnamento nella propria lingua madre, oltre che all'uso nei procedimenti amministrativi e nei documenti. La riorganizzazione del territorio operata dalla legge del primo gennaio 1997 - che ha portato il numero delle regioni da 4 a 8 (con 79 province) - ha poi inciso negativamente sulla possibilità di ottenere qualche diritto in più da parte della minoranza ungherese, che - pur abitando un blocco territoriale omogeneo (più del 50% di abitanti) - adesso si trova divisa in quattro regioni in cui non raggiunge la percentuale richiesta dalla legge per implementare la tutela prevista sulla carta.
Tale carattere antiungherese è stato poi successivamente rinnovato, per esempio dalla nuova legge sulle lingue minoritarie, il cui uso pubblico è stato vietato e sanzionato con pesanti multe (fino a 5000 euro), e, in risposta alla legge ungherese che considera cittadini della nazione anche coloro che vivono al di fuori del paese, con l'annullamento della cittadinanza slovacca se un cittadino della nazione ne richiede un'altra.